# Rocky Balboa
Robert "Rocky" Balboa är en fiktiv boxare av italiensk-amerikanskt ursprung som spelas av Sylvester Stallone i Rockyfilmerna. Karaktären kallas också "The Italian Stallion" (Den italienske hingsten).
I den första filmen, Rocky som kom ut 1976, är Rocky en trettioårig boxare som är med i mindre matcher men har en ytterst knaper ekonomi. Han får dock chansen att möta den regerande världsmästaren Apollo Creed i en match. Apollo ser det hela som en uppvisningsmatch men Rocky tar det som en seriös match. I följande filmer får man se hur Rocky kämpar tappert mot många kända boxare. Tills han slutligen i den sjätte filmen slutar med boxning för alltid.

## Rocky som person
Även om samtliga Rocky-filmer är att betrakta som "boxningsfilmer" som alltid kulminerar i en dramatisk boxningsmatch så fokuserar de också mycket på Rocky Balboas vardagliga liv. Rocky är, trots att han inte är särskilt intelligent, en människa med stark personlighet och en positiv livssyn. Hans tro på det goda i människor leder dock ofta till att han hamnar i situationer där folk försöker utnyttja honom.
Rockys envishet och goda självförtroende är ofta till hans stora fördel i boxningsringen där han, mycket tack vare just dessa egenskaper, gång på gång lyckas besegra motståndare som på papperet är betydligt starkare, snabbare och mer tekniska boxare.

## Rocky som boxare
I den första filmen framställs Rocky till en början som en misslyckad och klumpig slugger-boxare med dålig rörlighet och obefintligt fotarbete, utan speciell teknik eller strategi. Såväl publiken som hans tränare kallar honom för en "bum" vilket omväxlande översatts till "kluns" eller "knöl" eller "klant" eller "nolla". I ett upprört meningsutbyte mellan Rocky och hans tränare utbrister den senare att "du boxas som en apa".
Rockys styrka ligger, åtminstone i de första två filmerna, i hans primitiva beslutsamhet samt hans oerhörda stryktålighet. Gång på gång klarar han att resa sig efter att ha blivit knockad, och han lyckas med sitt starka psyke ofta komma igen mot slutet av en boxningsmatch även om han dittills i matchen åkt på kopiöst mycket stryk. Vidare boxar Rocky southpaw, det vill säga att han är en vänsterhänt boxare, vilket ger honom en naturlig fördel gentemot majoriteten av högerhänta boxare. Han menar att det är därför han tidigare inte fått gå matcher som leder till titlar.
I de två första filmerna, när Rocky tränas av Mickey Goldmill, bygger deras strategi huvudsakligen på att öka Rockys självförtroende och att intala Rocky att han över huvud taget har en chans emot den på papperet överlägsne Apollo Creed. De använder sig också av gammaldags träningsmetoder som till exempel att binda ihop Rockys ben med ett snöre för att få honom att hålla balansen, att binda hans högerarm och därmed lära honom att kunna byta till högerhänt boxning genom att jabba med vänsterarmen, och att träna upp snabbheten genom att försöka springa ikapp och fånga en höna.
I Rocky III tar Apollo Creed själv över träningen av Rocky och utvecklar honom till en mycket snabbare och mer teknisk boxare med en mer genomtänkt strategi. Apollo lyckas också med det som många trodde var omöjligt; att utveckla Rockys dåliga fotarbete.
I Rocky IV är Rocky så erfaren att han i praktiken är sin egen tränare. Apollos gamle tränare, Tony Duke, assisterar honom dock inför den mycket svåra matchen mot Ivan Drago.
I gatuslagsmålet i Rocky V mot Tommy Gunn visar Rocky prov på att han inte bara kan boxas med händerna, han använder sig också av sparkar, knän och dansk skalle.
I Rocky Balboa (film) har den åldrande Rocky tappat mycket av sin snabbhet och rörlighet, men han har bibehållit den stora kraften i sin vänsterkrok och inte minst sin stryktålighet och sitt starka psyke.

## Rocky-filmerna
- Rocky
- Rocky II
- Rocky III
- Rocky IV
- Rocky V
- Rocky Balboa
- Creed
- Creed II

## Rockys motståndare
- Apollo Creed är Rockys motståndare i de två första filmerna, Rocky och Rocky II. Creed tar till en början inte deras möte i den första filmen på allvar, men får gradvis under filmernas gång allt större respekt för Rocky och blir senare dennes tränare och nära vän. Apollo Creed är en snabb, rörlig och teknisk tungviktsboxare med ett lysande fotarbete. Överlag är såväl hans självsäkra och något gapiga personlighet som hans eleganta boxningsstil tydligt influerad av Muhammad Ali. Apollo Creed spelas i filmerna av Carl Weathers.

- Clubber Lang är Rockys huvudmotståndare i Rocky III. Han är en stark och brutal slugger-boxare som alltid siktar på en snabb knock-out i de tidiga ronderna av en boxningsmatch. Om matchen däremot drar ut på tiden kan Clubber Lang dock slå sig trött och bli långsam vilket Rocky försöker utnyttja (samma taktik som Muhammad Ali hade mot George Foreman i "Rumble in the Jungle"). Clubber Lang spelas av Mr. T.

- Thunderlips är en fribrottare som Rocky stöter på i en välgörenhetsgala i Rocky III. Spelas av Hulk Hogan.

- Ivan Drago, sovjetisk boxare i Rocky IV. Troligen Rockys svåraste motståndare någonsin. Drago är lång (196 cm) och utnyttjar sin längre räckvidd för att göra det svårt för den betydligt kortare Rocky att komma åt honom. Drago är också oerhört stark, troligen dopad. Trots sin enorma storlek (över 118 kg) besitter Drago också teknisk skicklighet och snabbhet och är överlag en extremt vältränad idrottsman, tidstypisk för dåvarande Sovjetunionens idrottsideal. Ivan Drago spelas av Dolph Lundgren.

- Tommy Gunn, yngre boxare som dyker upp i Rocky V där han blir elev till den pensionerade Rocky och dessutom dennes personlige vän. Tommy är en talangfull och hårtslående boxare och vinner hela 22 matcher i rad med Rocky som tränare, men får sedan problem med självförtroendet och duperas av en illasinnad boxningspromotor som spelar ut den nyblivne mästaren mot hans tränare. Till sist har Rocky och Tommy Gunn blivit fiender och ställs emot varandra i ett gatuslagsmål. Tommy Gunn spelas av Tommy Morrison, som själv varit proffsboxare och världsmästare i tungvikt.

- Mason Dixon - Regerande mästare i Rocky Balboa, den 6:e och sista filmen i Rocky-serien. Dixon är impopulär hos press och allmänhet som menar att han inte förtjänar tungviktstiteln. När en datorsimulerad boxningsmatch resulterar i att Rocky Balboa framställs som den främste boxaren genom tiderna utmanar Dixon den sedan länge pensionerade Rocky. Mason Dixon spelas av Antonio Tarver som även han är proffsboxare i verkligheten och tillika världsmästare i lätt tungvikt.